# Tajvanski crveni bor
Tajvanski crveni bor (latinski: Pinus taiwanensis) je vrsta bora.
Nalazi se samo na Tajvanu. Bliski je srodnik Pinus luchuensis (Japan) i Pinus hwangshanensis (Kina), koji se ponekad smatraju podvrstama ove vrste. Ponekad se Pinus hwangshanensis iz Kine naziva i P. taiwanensis.
Tajvanski crveni bor je veliko stablo ravnog debla koje naraste do 35 metara visine, s promjerom febla do 80 cm. Iglice su u svežnjevima po dvije. Češeri su 6–7cm dugi. Ova je vrsta česta u tajvanskom Središnjem gorju, na nadmorskim visinama od 750–3.000 metara.

## Vanjske poveznice
|  | Zajednički poslužitelj ima stranicu o temi Pinus taiwanensis    |
|  | Zajednički poslužitelj ima još gradiva o temi Pinus taiwanensis |
|  | Wikivrste imaju podatke o taksonu Pinus taiwanensis             |